# 会津タクシー

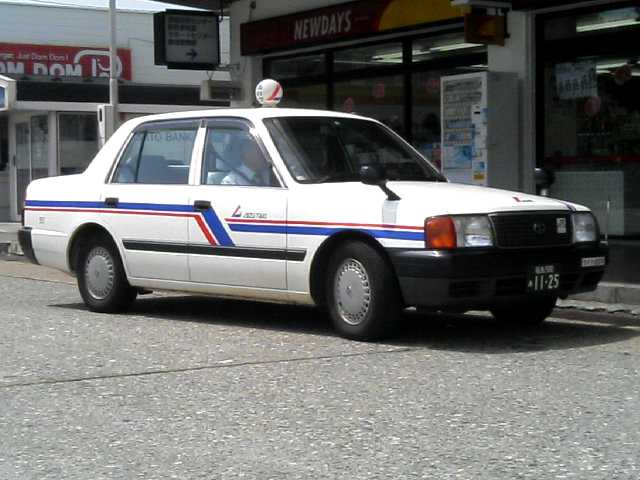
あいづタクシーのコンフォート・スタンダード

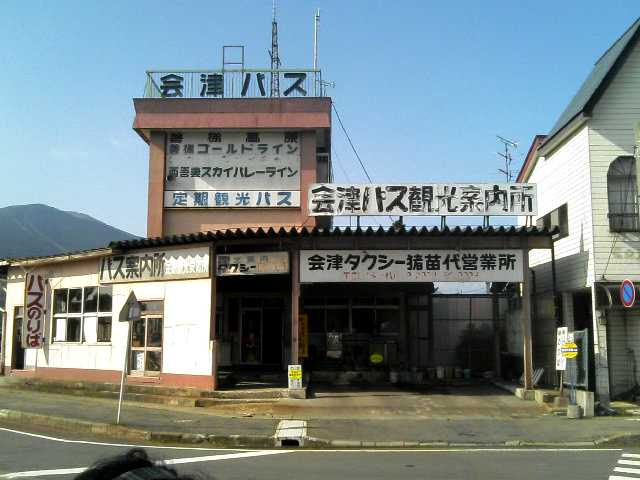
猪苗代営業所（2011年9月1日廃止）

あいづタクシーは、福島県会津若松市に本社がある会津乗合自動車株式会社が運営するタクシー事業の名称である。
本項目では会津乗合自動車株式会社と合併前の旧あいづタクシー株式会社についても、記述する。

## 概要
会津地域を営業エリアとする。保有台数は約150台で、会津若松市のほか、喜多方など会津地域各所に営業所を持つ。
会津バスと共通の、白い車体に赤と青のラインを描いたボディが特徴で、そのほとんどがコンフォート（小型）だが、黒塗りのセドリック(中型)も存在する。
地域住民を顧客とするほか、観光等での需要喚起にも積極的に取り組み、修学旅行生の班別行動を対象とする貸切営業も旧会津タクシー株式会社時代の1988年から実施している。
なお、旧あいづタクシー株式会社時代では小型貸切バス、中型貸切バス事業を行っていたが、2005年に会津乗合自動車から大型貸切バス事業も一時的に事業譲受していた。

## 沿革
- 1977年12月15日 - 創立
- 2005年 - 大型貸切バス運行開始
- 2009年10月1日 - 会津乗合自動車株式会社と事業合併する
- 2011年9月1日 - 猪苗代営業所を閉鎖
- 2019年8月31日 - この日をもって喜多方営業所タクシー業務終了[1]

## 関連会社
- 会津バス観光A・T・S株式会社（旧称：会津乗合観光株式会社) （旅行斡旋業）
- 会津バス・オートサービス株式会社(旧称:大洋自動車工業株式会社)（自動車整備事業）
- 磐梯観光船株式会社（遊覧船事業）
- あいづスタッフ株式会社（人材派遣業）